# NGC 5664
NGC 5664 је спирална галаксија у сазвежђу Вага која се налази на NGC листи објеката дубоког неба.
Деклинација објекта је - 14° 37' 10" а ректасцензија 14h 33m 43,7s. Привидна величина (магнитуда) објекта NGC 5664 износи 14,1 а фотографска магнитуда 15,0. NGC 5664 је још познат и под ознакама IC 4455, MCG -2-37-8, IRAS 14309-1424, PGC 52033.